# Villedieu (Vaucluse)
Villedieu – miejscowość i gmina we Francji, w regionie Prowansja-Alpy-Lazurowe Wybrzeże, w departamencie Vaucluse.
Według danych na rok 1990 gminę zamieszkiwało 548 osób, a gęstość zaludnienia wynosiła 48 osób/km² (wśród 963 gmin regionu Prowansja-Alpy-W. Lazurowe Villedieu plasuje się na 467. miejscu pod względem liczby ludności, natomiast pod względem powierzchni na miejscu 657.).

## Populacja

Populacja Villedieu w latach 1962-2008